# Mandevilla emarginata
Mandevilla emarginata är en oleanderväxtart som först beskrevs av José Mariano da Conceição Vellozo och som fick sitt nu gällande namn av C. Ezcurra. Mandevilla emarginata ingår i släktet Mandevilla och familjen oleanderväxter. Inga underarter finns listade i Catalogue of Life.